# Carlo Ponte
Carlo Ponte (ur. 3 maja 1890 w Genui, zm. 28 lutego 1960 tamże) – włoski zapaśnik walczący w stylu klasycznym. Olimpijczyk z Paryża 1924, gdzie zajął siedemnaste miejsce w wadze koguciej.
Zdobył brąz mistrzostw Europy w 1925.

## Letnie Igrzyska Olimpijskie 1924
| Konkurencja          | Rundy eliminacyjne     | Rundy eliminacyjne  | Klas. końcowa |
| Konkurencja          | Przeciwnik I           | Przeciwnik II       | Miejsce       |
| -------------------- | ---------------------- | ------------------- | ------------- |
| 58 kg styl klasyczny | Ragnvald Olsen (NOR) P | Jan Bozděch (TCH) P | 17.           |